# بولي كربونات
بولي كربونات أو بولي كربونيت (بالإنجليزية: Polycarbonate)‏ ورمزه (PC)، ومن أسمائه التجارية : Lexan, Makrolon, Makroclear, arcoPlus® وغيرها، هي مجموعة معينة من اللدائن الحرارية المبلمرة. وهي سهلة التشكيل الحراري والصب. وبسبب هذه الخصائص فإن للبولي كربونات العديد من الاستخدامات.